# Lumbricillus pygmaeus
Lumbricillus pygmaeus is een ringworm uit de familie van de Enchytraeidae. De wetenschappelijke naam van de soort is voor het eerst geldig gepubliceerd in 1935 door Michaelsen.